# Соглашение о разминировании Чёрного моря
Соглашение о разминировании Чёрного моря (англ. Mine Countermeasures Black Sea) — договор между Болгарией, Румынией и Турцией о борьбе с морскими минами в акватории Черного моря. Подписано в Стамбуле 11 января 2024 года. Соглашение предусмотривало создание Черноморских противоминных сил (MSM Black Sea), в рамках которых противоминные корабли ВМС Румынии, Турции и Болгарии обезвреживали бы морские мины. Срок действия соглашения — три года с момента подписания с возможностью последующего продления. Договор был подписан на фоне продолжавшейся практически два года полномасштабной войны России с Украиной. 1 июля 2024 года Турция, Румыния и Болгария приступили к разминирование Черного моря.
С начала российского вторжения в Украину в феврале 2022 года в Черном море начали плавать морские мины, что  создало угрозу для судоходства. Так, уже в марте 2022 года одна из дрейфующих мин была обнаружена у Босфора. С тех пор румынским, болгарским и турецким специалистам приходилось обезвреживать морские мины в своих территориальных водах. Россия и Украина обвиняли друг друга в расстановке морских мин.
Хотя все три подписавшие соглашение страны были членами НАТО, турецкий министр обороны Яшар Гулер подчеркивал, что «инициатива будет открыта только для судов из трех прибрежных стран-союзниц». Журналисты отмечали, что таким образом Турция исключила участие в разминировании Черного моря других стран НАТО, продемонстрировав свою приверженность Конвенции Монтрё. В самой организации НАТО привествовали инициативу по разминированию Черного моря.